# Lobo temporale
Il lobo temporale è uno dei quattro lobi principali della corteccia cerebrale nel cervello dei mammiferi. È situato al di sotto dei lobi frontale e parietale, dai quali è separato per mezzo della scissura laterale (di Silvio). Si estende sulla faccia laterale e su quella inferiore degli emisferi, ma non su quella mediale.

## Organizzazione anatomica
La faccia laterale si allunga in avanti a formare la sporgenza del polo temporale. Posteriormente essa continua, senza nessuna apparente divisione, con il lobo occipitale, mentre superiormente ha come limite la scissura laterale (di Silvio). Presenta due solchi, le scissure temporali superiore e media, le quali dividono il lobo temporale in tre circonvoluzioni (circonvoluzioni temporali superiore, media e inferiore). Nella sua porzione più arretrata, la circonvoluzione temporale superiore prende il nome di circonvoluzione temporale traversa (dell'Heschl) la quale presenta l'area acustica (area 41 di Brodmann).
La faccia inferiore del lobo temporale poggia sull'osso omonimo. Essa presenta un'ulteriore scissura temporale inferiore, che individua la circonvoluzione temporale inferiore rispetto alla circonvoluzione fusiforme, più mediale.